# Кладбище Мыйгу
Кладбище Мыйгу (эст. Mõigu kalmistu) — некрополь в Таллине, в районе Мыйгу.

## История

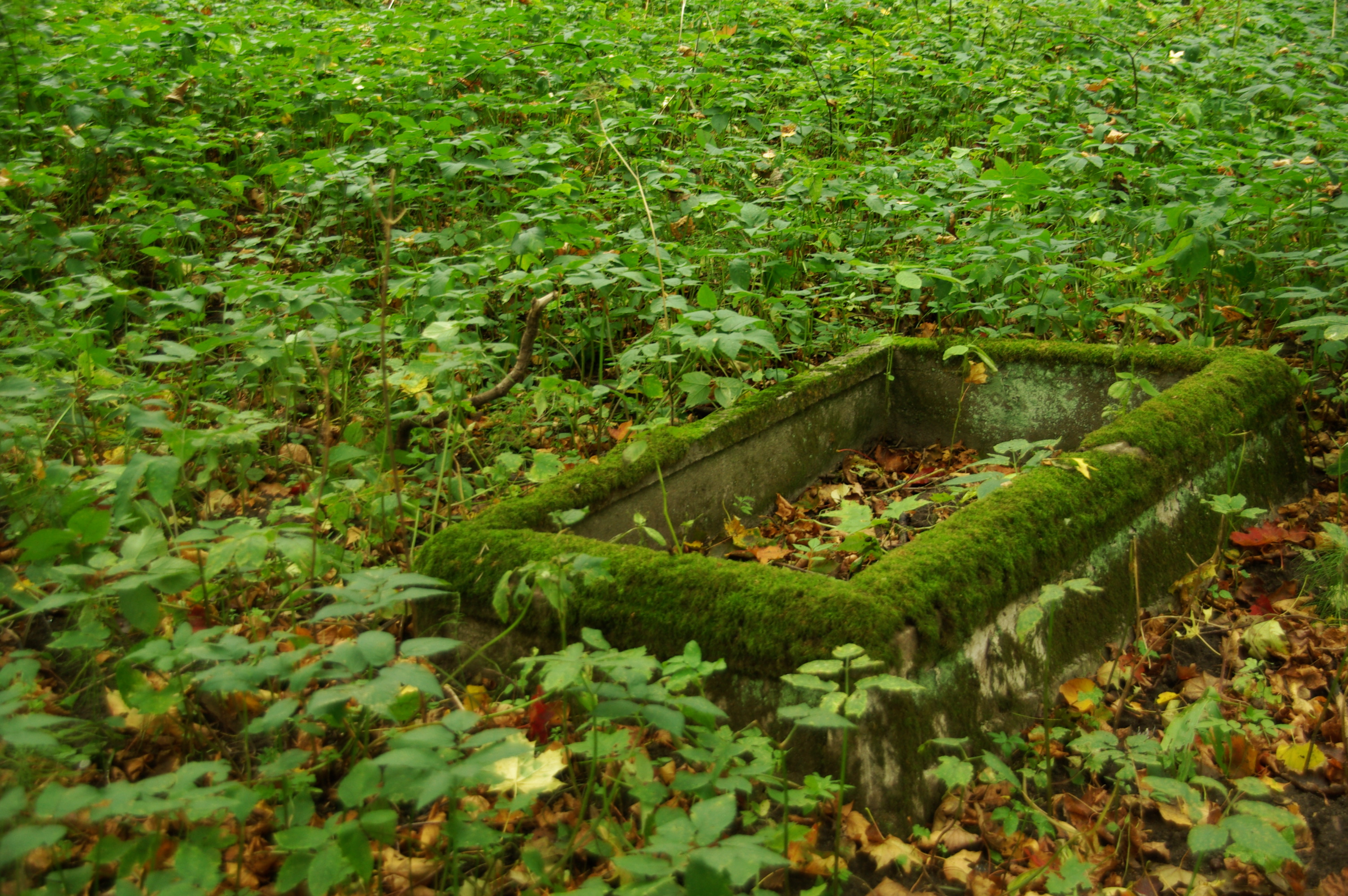

Организовано в связи с указом российской императрицы Екатерины II, запрещавшим с 1771 года по всей Российской империи хоронить в пределах городской черты из-за опасности эпидемий. Использовалось прихожанами прихода Тоомпеа (Домского собора), в основном, этническими немцами (немецкие названия кладбища Friedhof von Moik, Kirchhof von Moik, использовалось также название кладбище Тоомкирик). Достигало площади более 2 га.
В августе 1941 года на кладбище развернулись ожесточённые бои между наступавшими немецкими войсками и защищавшими Таллин частями РККА.
После войны, в 1950—1951 годах кладбище было уничтожено, повторив судьбу кладбища Копли, надгробия использовались как строительный материал для городских нужд.
В 1995 году территория кладбища объявлена заповедной.

## Известные захоронения
Карл фон Винклер (1860—1911) — художник